# Inline-Speedskating-Weltmeisterschaften 2002
Die Inline-Speedskating-Weltmeisterschaften wurden im belgischen Ostende ausgetragen. Die Wettkämpfe fanden vom 22. bis 26. August 2002 statt.

## Frauen
| Distanz              | Gold                                                         | Silber             | Bronze             |
| Bahn                 | Bahn                                                         | Bahn               | Bahn               |
| -------------------- | ------------------------------------------------------------ | ------------------ | ------------------ |
| 300 m Einzelsprint   | Valentina Belloni                                            | Pamela Verdugo     | Eva Lizarraga      |
| 500 m Sprint         | Valentina Belloni                                            | Andrea González    | Theresa Cliff      |
| 1000 m Sprint        | Brigitte Mendez                                              | Yi-Chin Pan        | Alessandra Susmeli |
| 5000 m Punkte        | Theresa Cliff                                                | Sheila Herrero     | Nathalie Barbotin  |
| 10000 m Punkte-Auss. | Sheila Herrero                                               | Theresa Cliff      | Tamara Llorens     |
| 15000 m Ausscheidung | Jessica Smith                                                | Sheila Herrero     | Brigitte Mendez    |
| 5000 m Staffel       | Vereinigte Staaten Theresa Cliff Jessica Smith Ashley Horgan | Italien            | Kolumbien          |
| Langstrecke          |                                                              |                    |                    |
| 42195 m Marathon     | Theresa Cliff                                                | Alessandra Susmeli | Brigitte Mendez    |

## Männer
| Distanz              | Gold                                                      | Silber               | Bronze              |
| Bahn                 | Bahn                                                      | Bahn                 | Bahn                |
| -------------------- | --------------------------------------------------------- | -------------------- | ------------------- |
| 300 m Einzelsprint   | Gregorio Duggento                                         | Kalon Dobbin         | Pascal Briand       |
| 500 m Sprint         | Pascal Briand                                             | Luca Presti          | Diego Betancur      |
| 1000 m Sprint        | Chad Hedrick                                              | Luca Presti          | Francesco Zangarini |
| 10000 m Punkte       | Diego Rosero                                              | Arjan Smit           | Matteo Amabili      |
| 15000 m Punkte-Auss. | Diego Rosero                                              | Pierdavide Romani    | Shane Dobbin        |
| 20000 m Ausscheidung | Chad Hedrick1                                             | Shane Dobbin         | Jorge Botero        |
| 10000 m Staffel      | Italien Luca Presti Pierdavide Romani Francesco Zangarini | Vereinigte Staaten   | Australien          |
| Langstrecke          |                                                           |                      |                     |
| 42195 m Marathon     | Jorge Botero                                              | Juan-Carlos Betancur | Arnaud Gicquel      |

1 Chad Hedrick holt mit dem Sieg im 20000 Meter Ausscheidungsrennen seinen 50. Weltmeistertitel

## Medaillenspiegel
| Platz | Land               | Gold | Silber | Bronze | Gesamt |
| ----- | ------------------ | ---- | ------ | ------ | ------ |
| 1.    | Vereinigte Staaten | 6    | 2      | 1      | 9      |
| 2.    | Italien            | 4    | 5      | 3      | 12     |
| 3.    | Kolumbien          | 4    | 1      | 5      | 10     |
| 4.    | Spanien            | 1    | 2      | 1      | 4      |
| 5.    | Frankreich         | 1    | 0      | 3      | 4      |
| 6.    | Neuseeland         | 0    | 2      | 1      | 3      |
| 7.    | Argentinien        | 0    | 1      | 1      | 2      |
| 8.    | Chile              | 0    | 1      | 0      | 1      |
| 8.    | Niederlande        | 0    | 1      | 0      | 1      |
| 8.    | Chinesisch Taipeh  | 0    | 1      | 0      | 1      |
| 11.   | Australien         | 0    | 0      | 1      | 1      |